# Ével
L'Ével est une rivière française qui coule dans le département du Morbihan. C'est un affluent du fleuve côtier le Blavet en rive gauche.

## Géographie
L'Ével naît à deux kilomètres au nord de Radenac, petite localité située à une douzaine de kilomètres à l'ouest de Josselin, et adopte une direction générale allant d'est en ouest. Après un parcours de 52,4 kilomètres, la rivière se jette dans le Blavet à Baud, à mi-chemin entre Pontivy et Lorient au niveau de Pont-Augan.

## Affluents
- Le Keropert (7,0 km)
- Le Runio (15,4 km)
- La Belle Chère (20,9 km)
- Le Moulin du Fou (7,0 km)
- Le Kergouët (11,9 km)
- Le Tarun (20,7 km)

## Hydrologie
L'Ével est une rivière très irrégulière, à l'instar de ses voisines de la région du centre du massif armoricain. 

### L'Ével à Guénin
Son débit a été observé durant une période de 50 ans (1964-2013), à Guénin, localité du département du Morbihan située à une dizaine de kilomètres de son confluent avec le Blavet. La surface ainsi étudiée y est de 316 km2, soit plus ou moins 66 % du bassin versant de la rivière qui s'étend sur 478 km2. Les chiffres suivants ne comprennent pas les débits de son principal affluent, le Tarun.
Le module de la rivière à Guénin est de 3,33 m3/s. 
L'Ével présente des fluctuations saisonnières de débit fort marquées, comme très souvent en Bretagne. Les hautes eaux se déroulent en hiver et se caractérisent par des débits mensuels moyens allant de 5,40 m3/s à 8,11 m3/s, de décembre à mars inclus, avec un maximum très net en janvier (8,11 m3/s) puis en février (7,94 m3/s). À partir de la seconde partie du mois de mars, le débit baisse rapidement jusqu'aux basses eaux d'été qui ont lieu de début juillet à fin septembre, entraînant une baisse du débit mensuel moyen allant jusqu'aux planchers de 0,310 m3/s au mois d'août et de 0,343 m3/s au mois de septembre. Mais ces moyennes mensuelles occultent des fluctuations bien plus prononcées sur de plus courtes périodes ou selon les années.

### Étiage ou basses eaux
Aux étiages, le VCN3 peut chuter jusque 0,020 m3/s (20 litres), en cas de période quinquennale sèche, ce qui est très sévère, le cours d'eau étant alors réduit à quelques filets d'eau. Mais ce fait est fréquent parmi les rivières de la région coulant sur le vieux socle armoricain imperméable, où les eaux des pluies ne sont guère retenues longtemps. 

### Crues
Les crues peuvent être très importantes, compte tenu de l'exiguïté relative du bassin versant. Les QIX 2 et QIX 5 valent respectivement 27 et 41 m3/s. Le QIX 10 est de 50 m3/s, le QIX 20 de 58 m3/s, tandis que le QIX 50 se monte à 70 m3/s.
Le débit instantané maximal enregistré à Guénin a été de 62,6 m3/s le 5 janvier 2001, tandis que la valeur journalière maximale était de 53,6 m3/s le même jour. Si l'on compare la première de ces valeurs à l'échelle des QIX de la rivière, on constate que cette crue de janvier 2001 était un peu plus que vicennale, et donc pas très exceptionnelle, car destinée à se répéter tous les 30 à 35 ans en moyenne.

### Lame d'eau et débit spécifique
L'Ével est relativement abondant. La lame d'eau écoulée dans son bassin versant est de 330 millimètres annuellement, ce qui équivaut plus ou moins la moyenne d'ensemble de la France, mais est inférieur à la moyenne du bassin du Blavet (434 millimètres). Le débit spécifique (ou Qsp) atteint 10,4 litres par seconde et par kilomètre carré de bassin.